# Dori Ghezzi
Pour les articles homonymes, voir Ghezzi.
Dori Ghezzi (née le 30 mars 1946) est une chanteuse italienne active en tant qu'artiste entre 1966 et 1990. Dans les années 1970, elle travaille principalement en duo avec le chanteur afroaméricain Wess et le couple représente l'Italie au Concours Eurovision de la chanson 1975.

## Biographie

### Début de carrière
Dori Ghezzi est née le 30 mars 1946 à Lentate sul Seveso en Lombardie.
Après avoir remporté un festival de la chanson régionale en 1966, elle s'est vu offrir un contrat d'enregistrement avec le label discographique Durium, basé à Milan. Dans les années suivantes, elle sort plusieurs singles dont Vivere per vivere et Casatshock. Ghezzi fait sa première apparition au festival de Sanremo en 1970, en interprétant Occhi a mandorla jumelé avec Rossano ; mais la chanson ne se qualifie pas pour la finale. Entre 1970 et 1972, elle enregistre principalement des reprises italiennes de chansons populaires françaises et britanniques de l'époque.

### Avec Wess

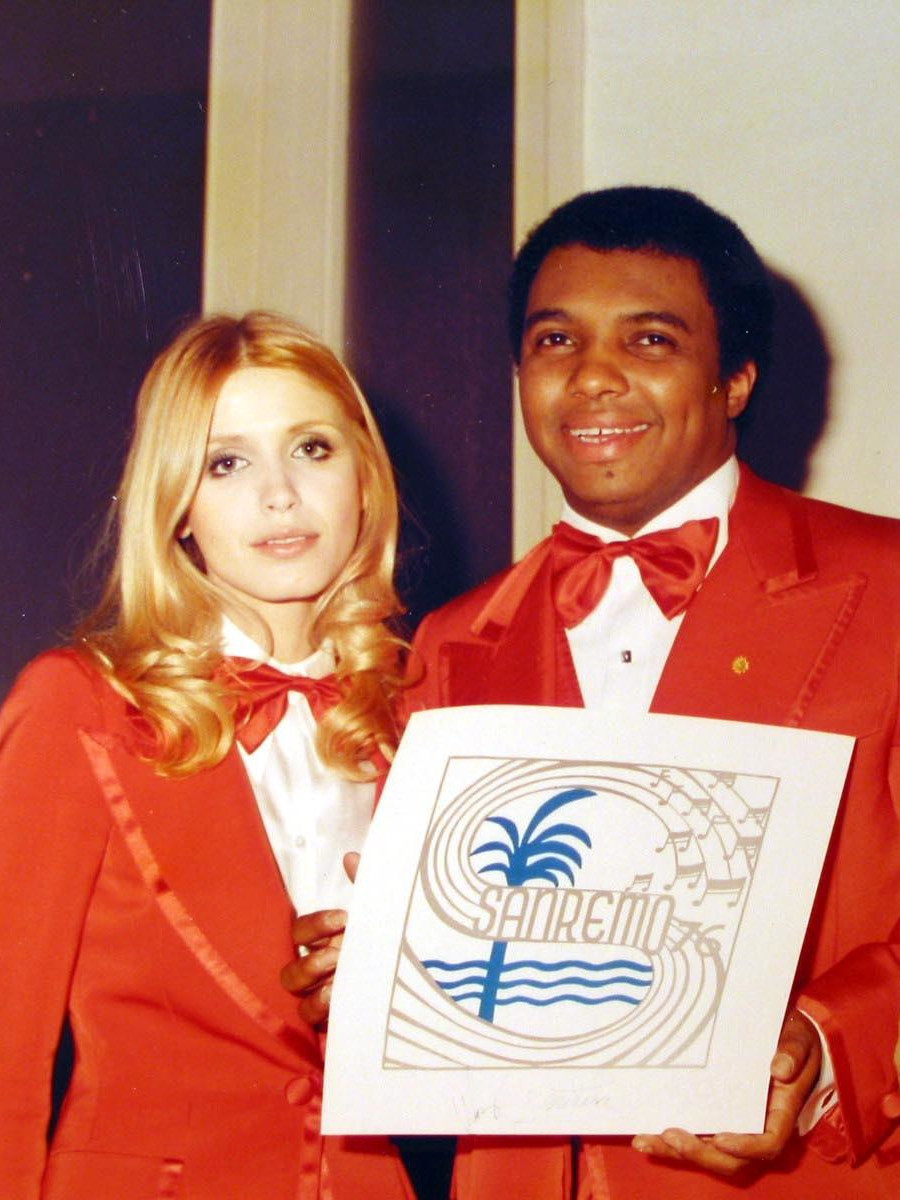
Dori Ghezzi (à gauche) et Wess a Sanremo en 1976

Durium, étant donné le grand succès de la chanson Voglio stare con te (version italienne de United We Stand (en), fait en sorte que Wess et Ghezzi deviennent un couple à tous égards. En fait, le duo est devenu l'un des plus célèbres et des plus réussis de la musique légère des années 1970. Ensemble ils ont, en fait, réalisé un nombre considérable de succès discographiques et ont participé à d'importants événements de la chanson, nationaux et internationaux, notamment la 23e et la 26e édition du festival de Sanremo (1973 et 1976), la dernière édition de Canzonissima (1974/1975) et le Concours Eurovision de la chanson 1975, où ils ont représenté l'Italie avec la chanson Era. Un autre grand succès du duo était Un corpo e un'anima,.

### 1975-1977: le lien avec Fabrizio De André et la naissance de Luvi
En 1975 (après avoir flirté avec le footballeur Gianni Rivera en 1972), elle s'associe à l'auteur-compositeur-interprète Fabrizio De André, quelle avait rencontré l'année précédente pour s'installer en Sardaigne. Deux ans plus tard, en 1977, leur première fille Luvi est née.

### 1979: l'enlèvement
En prévision de la naissance de leur fille Luvi, le couple Ghezzi-De André s'installe dans le domaine sarde de l'Agnata, à deux pas de Tempio Pausania. Dans la soirée du 27 août 1979, Dori et Fabrizio sont enlevés par l'Anonima sequestri sarde et détenus dans les montagnes de Pattada. Elle est libérée le 22 décembre et lui le lendemain après le paiement d'une rançon, d'environ 550 millions de lires, versée en grande partie par le père de l'auteur-compositeur-interprète, Giuseppe.

### Les années 1980: le retour en solo
À la suite de la fin de sa collaboration avec Wess, Ghezzi reprend sa carrière solo en 1980 avec la sortie de l'album Mamadodori, dédié à sa fille. Piccole donne suit en 1983 et la chanson Margherita non lo sa lui vaut la 3e place au festival de Sanremo de cette année. 1987 voit la sortie de l'album Velluti e carte vetrate et la 14e place au festival de Sanremo avec E non si finisce mai, tandis que la chanson Il cuore delle donne (de son dernier album homonyme) est arrivé à la 16e place du même festival en 1989. Dori et Fabrizio se sont mariés le 7 décembre 1989.

### Le retrait des scènes et laFondazione Fabrizio De André
Ghezzi arrête sa carrière chanteuse après avoir reçu un avis médical en 1990 car elle a développé un grave problème avec ses cordes vocales. Elle n'a depuis fait que des contributions rares et secondaires à des enregistrements d'autres artistes. De André meurt d'un cancer du poumon le 11 janvier 1999, Ghezzi s'est consacrée depuis à la préservation et à la promotion de son patrimoine artistique. Elle est la présidente de la Fondazione Fabrizio De André.

### 2009: la mort de Wess
Le 21 septembre 2009, son partenaire musical Wess meurt aux États-Unis, à l'hôpital de Winston, en raison d'une crise d'asthme. Dans une interview publiée après la nouvelle de sa mort, la chanteuse dit : 
« Je me souviens de notre période commune, l'une des plus belles et amusantes de mon travail. Il était une personne exquise et un bassiste peut-être pas conscient de ses grandes possibilités. Si je peux me définir comme une professionnelle, je lui dois de m'avoir appris le métier ; il était l'artiste, j'étais la choriste. »

## Discographie

### Solo
33 tours
- 1973 - Dori Ghezzi
- 1979 - Casatshock
- 1980 - Mamadodori
- 1983 - Piccole donne
- 1987 - Velluti e carte vetrate
- 1989 - Il cuore delle donne

45 tours
- 1966 – L'esercito del surf/Mi fai paura
- 1967 - Vivere per vivere/L'amore ha ucciso
- 1968 - Isabelle/Mi domando con gli occhi
- 1968 - Pagina uno/L'ultimissima volta
- 1968 - Casatshock/Per un anno che se ne va
- 1969 - La mia festa/Fiori sul soffitto
- 1970 - Occhi a mandorla/Un bacio no, due baci no
- 1970 - Quello là/Che strano tipo
- 1971 - Bluebirds Over the Mountains/Why Don't You Believe Me
- 1971 - Gli occhi di quella/Why Don't You Believe Me
- 1972 - Povero ragazzo/Ed ora sono sola
- 1972 - Ma chi è, cos'è?/Uomo, uomo
- 1972 - Quien serà, como es?/Ma chi è, cos'è?
- 1973 - Adamo ed Eva/Non ci contavo più
- 1980 - Mamadodori/Stringimi piano, stringimi forte
- 1983 - Margherita non lo sa/Luna park
- 1983 - Vola via/Stella bionda
- 1986 - Nessuno mai più/Spezzacuori
- 1987 - E non si finisce mai/Cosa voglio da te
- 1989 - Il cuore delle donne/Che cielo vuoi

## Participations à desfestivals de la musique

### Participations aufestival de Sanremo
- 1970: Occhi a mandorla, avec Rossano - Éliminée
- 1973: Tu nella mia vita, avec Wess - 6e place (1re place dans les ventes)
- 1976: Come stai, con chi sei, avec Wess - 2e place
- 1983: Margherita non lo sa - 3e place
- 1987: E non si finisce mai - 14e place
- 1989: Il cuore delle donne - 16e place

### Participations auFestivalbar
- 1983: Piccole donne
- 1986: Nessuno mai più
- 1989: Atlantic bar

### Participation auConcours Eurovision de la chanson
- Stockholm 1975: Era, avec Wess - 3e place[1]